# Triplett (Misuri)
Triplett es una ciudad ubicada en el condado de Chariton en el estado estadounidense de Misuri. En el Censo de 2010 tenía una población de 41 habitantes y una densidad poblacional de 68,53 personas por km².

## Geografía
Triplett se encuentra ubicada en las coordenadas 39°29′54″N 93°11′38″O / 39.49833, -93.19389. Según la Oficina del Censo de los Estados Unidos, Triplett tiene una superficie total de 0.6 km², de la cual 0.6 km² corresponden a tierra firme y (0%) 0 km² es agua.

## Demografía
Según el censo de 2010, había 41 personas residiendo en Triplett. La densidad de población era de 68,53 hab./km². De los 41 habitantes, Triplett estaba compuesto por el 92.68% blancos, el 7.32% eran afroamericanos, el 0% eran amerindios, el 0% eran asiáticos, el 0% eran isleños del Pacífico, el 0% eran de otras razas y el 0% pertenecían a dos o más razas. Del total de la población el 0% eran hispanos o latinos de cualquier raza.